# Oospila fenestrata
Oospila fenestrata là một loài bướm đêm trong họ Geometridae.